# Fuite de méthane
 (mai 2025).

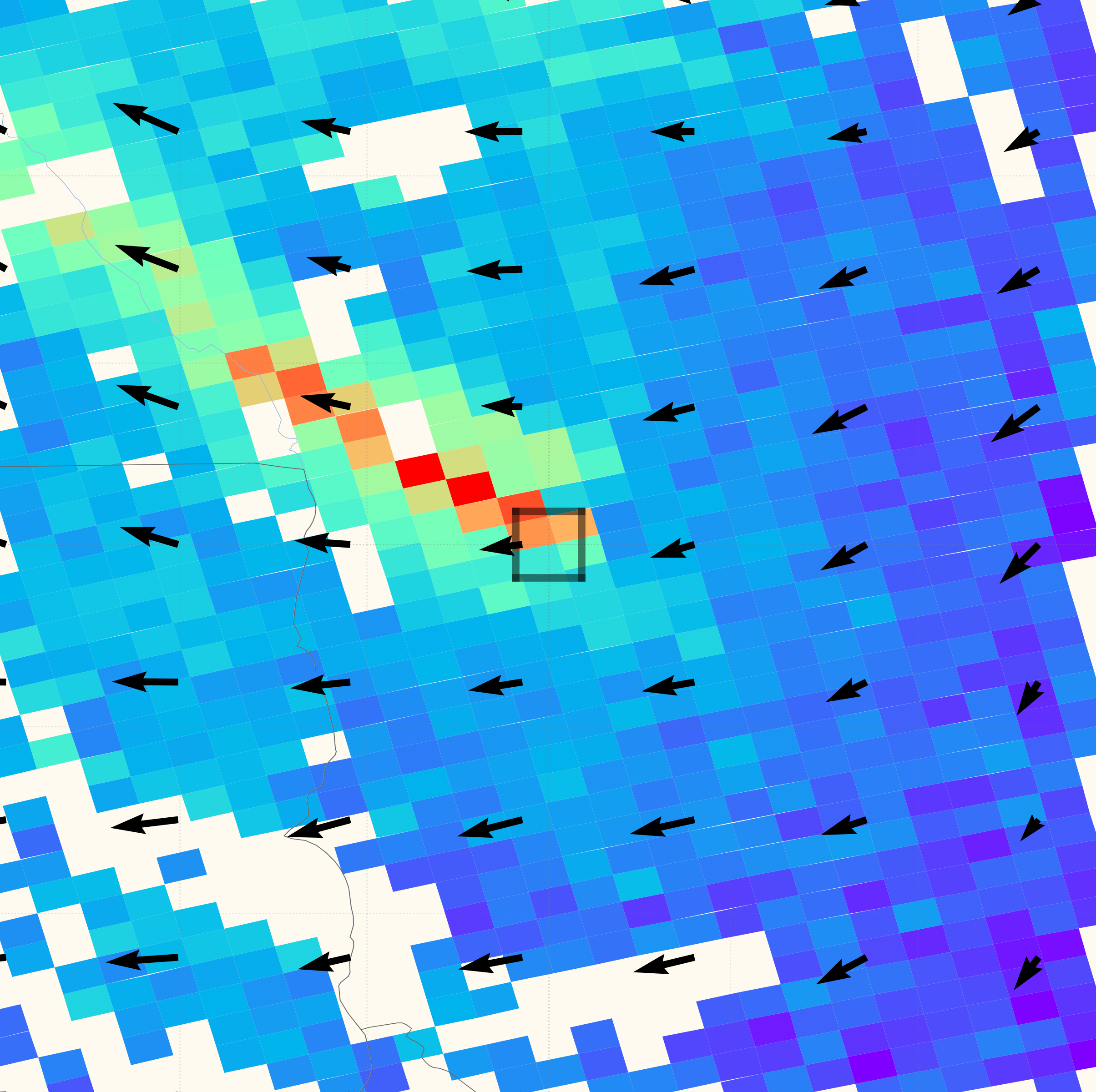
Panache de méthane au-dessus du Turkménistan, image de 2020 du satellite Sentinel-5 Precursor

Une fuite de méthane est une fuite de gaz naturel importante. Le terme est utilisé pour une classe d’ émissions de méthane, qui peuvent provenir d’une installation industrielle ou d’un pipeline.
Les données satellitaires permettent d'identifier les événements de super-émetteurs (synonymes d'ultra-émetteurs, voir « Atténuation des ultra-émetteurs ») qui produisent des panaches de méthane . Plus de 1 000 fuites de méthane de ce type ont été découvertes dans le monde en 2022. Comme pour d’autres fuites de gaz, une fuite de méthane constitue un risque : le méthane de houille sous forme d’émission fugitive de gaz a toujours été un danger pour les mineurs. Les fuites de méthane ont également un impact environnemental grave. Le gaz naturel contient du méthane, de l’éthane et d’autres gaz qui, du point de vue de la sécurité et de l’environnement, soulèvent des problèmes majeurs concernant la composition de l’atmosphère et la santé humaine.
En tant que gaz à effet de serre et contributeur au changement climatique, le méthane se classe au deuxième rang, après le dioxyde de carbone. L’exploration, le transport et la production de combustibles fossiles sont responsables d’environ 40 % des émissions de méthane d’origine humaine. Les fuites plus petites que celles qui peuvent être détectées depuis l'espace constituent une longue traînée d'émissions. On peut les identifier à partir d'avions volant à 900 mètres. Selon Fatih Birol de l' Agence internationale de l'énergie, « les émissions de méthane sont encore beaucoup trop élevées, d'autant plus que les réductions de méthane sont parmi les options les moins chères pour limiter le réchauffement climatique à court terme ».

## Exemples de fuites de méthane
Les fuites individuelles de méthane sont signalées comme des événements spécifiques avec une grande quantité de gaz libérée. Un exemple a été le sabotage du pipeline Nord Stream en 2022. À la suite des premiers rapports indiquant que la fuite pourrait dépasser 10 5 tonnes, l'Observatoire international des émissions de méthane du Programme des Nations Unies pour l'environnement a analysé la fuite. En février 2023, la masse de gaz méthane était estimée entre 7,5 et 23,0 x 10 4 tonnes. En termes d’émissions globales de méthane d’origine humaine, ces chiffres sont inférieurs à 0,1 % du total annuel,.
La détection de données par satellite a montré que les sites de super-émetteurs de méthane au Turkménistan, aux États-Unis et en Russie sont responsables du plus grand nombre d'événements provenant d'installations de combustibles fossiles. Les émissions estimées des grands émetteurs de pétrole et de gaz sont les plus élevées au Turkménistan avec 1,3 mégatonne (Mt) de méthane par an, suivi par la Russie, les États-Unis, l'Iran, le Kazakhstan et l'Algérie. Les pannes d’équipement sont généralement responsables des rejets, qui peuvent durer des semaines.
La fuite de gaz d'Aliso Canyon de 2015 a été quantifiée à au moins 1,09 x 10 5 tonnes de méthane. Les données satellitaires de la mine de charbon de Raspadskaya, dans l'oblast de Kemerovo, en Russie, ont indiqué en 2022 un taux de fuite horaire de méthane de 87 tonnes ; cela se compare aux 60 tonnes par heure de fuite de gaz naturel provenant de l'incident d'Aliso Canyon, considéré comme l'un des pires événements de fuite enregistrés.
L'Université polytechnique de Valence en Espagne a découvert dans une étude publiée en 2022 qu'un événement de super émetteur sur une plate-forme gazière et pétrolière dans le golfe du Mexique a libéré environ 4 x 10 4 tonnes de méthane sur une période de 17 jours en décembre 2021 (taux horaire d'environ 98 tonnes). Une fuite de 427 tonnes par heure en août, près de la côte caspienne du Turkménistan et d'un important pipeline, a constitué un autre évènement majeur en 2022.

## Atténuation des ultra-émetteurs
Les ultra-émetteurs de méthane se caractérisent par une production de plus de 25 tonnes/heure de {\displaystyle {\ce {CH4}}} à partir d’activités pétrolières et gazières, et font partie du 1% des premiers émetteurs de méthane au monde. La réduction des émissions de ces sites peut être réalisée en renforçant la détection des fuites et en réduisant la ventilation lors des opérations d'entretien courant.
Les ultra-émetteurs sont fréquents et particulièrement importants en Russie, en Iran et au Kazakhstan, représentant 10 à 20 % des émissions annuelles déclarées à travers le monde. On estime que les États-Unis représentent 5 % des émissions mondiales annuelles, mais ce chiffre exclut les émissions provenant des forages dans le bassin permien, qui représentent 10 % de la production américaine de gaz naturel. Le forage dans le bassin permien génère environ 2,7 Mt d’émissions par an, soit 35 % des émissions de la production pétrolière et gazière américaine.
Les dépenses consacrées à l'atténuation des émissions des ultra-émetteurs sont financées par l' Agence internationale de l'énergie (AIE), l'Agence de protection de l'environnement (EPA) et l'Institut international pour l'analyse des systèmes appliqués (IIASA). Il devrait être plus rentable d'atténuer les émissions des ultra-émetteurs que celles des sources de taille moyenne en raison de l’efficacité et des efforts de lutte contre les fuites.

## Fuites provenant de puits de pétrole et de gaz abandonnés
La zone géographique de Lubbock a fait l’objet de recherches continues sur les émissions afin d’évaluer l’étendue et les implications environnementales des fuites de méthane provenant de puits abandonnés. Lubbock est situé dans le bassin permien dans l'ouest du Texas, aux États-Unis, et comprend 1 781 puits de forage selon les dernières estimations. Les relevés aéromagnétiques sont utilisés pour détecter les puits actifs et abandonnés et sont capables de repérer ceux qui ne présentent aucun marqueur visible au-dessus du sol. Des initiatives régulières de surveillance et de réparation ciblant les émissions des réservoirs de stockage peuvent être particulièrement efficaces pour atténuer les émissions évacuées. Malgré les efforts déployés pour mesurer avec précision les émissions de gaz à effet de serre associées aux puits abandonnés, les données sur ces émissions restent relativement incertaines en raison de la caractérisation du gaz et des préoccupations liées à la source.

## Capteurs de détection de méthane
L’utilisation des capteurs de détection de gaz méthane varie en fonction de la région, des conditions environnementales et de l’objectif des mesures. Les types de capteurs comprennent les capteurs optiques, les capteurs calorimétriques, les capteurs pyroélectriques, les capteurs à oxyde semi-conducteur et les capteurs électrochimiques.

### Capteurs optiques
Les capteurs optiques détectent les changements dans les ondes lumineuses qui interagissent avec le récepteur. Ils sont optimaux dans les régions où il pourrait y avoir des interférences électromagnétiques et à haute altitude, où la teneur en oxygène est faible. Ils sont également inoffensifs et ne causent que peu ou pas de dommages environnementaux. Cependant, ils présentent des coûts élevés dans les grands environnements et une faible sélectivité.

### Capteurs calorimétriques
Les capteurs calorimétriques mesurent la chaleur produite par une réaction et comparent la valeur à la concentration du réactif. Ces capteurs sont peu coûteux et sont simple à concevoir. Ils peuvent fonctionner dans des conditions difficiles mais sont susceptibles de se fissurer et de se dégrader rapidement. Ils nécessitent également une consommation d’énergie élevée pour fonctionner et leur précision de détection est faible.

### Capteurs pyroélectriques
Les capteurs pyroélectriques convertissent l'énergie thermique en énergie électrique grâce à la pyroélectricité. Ils ont une bonne sensibilité et réactivité, peuvent fonctionner sans oxygène et disposent d'une large plage de mesure. Parmi les limitations des capteurs pyroélectriques figurent le coût et la difficulté de fabrication, mais la plus préjudiciable est l'immobilité du capteur une fois positionné.

### Capteurs à oxyde métallique semi-conducteur
Les capteurs d'oxyde métallique semi-conducteurs mesurent le méthane en détectant l'absorption de gaz à la surface d'un oxyde métallique, ce qui modifie sa conductivité. Ces instruments sont peu coûteux, légers et ont une longue durée de vie. Ils ne peuvent pas être utilisés aussi largement en raison de leur faible sélectivité, de leur sensibilité aux changements de température et d'humidité et de leur dépendance additive importante.

### Capteurs électrochimiques
Les capteurs électrochimiques oxydent ou réduisent le gaz détecté à une électrode et mesurent le courant pour trouver la concentration de gaz méthane. Ces instruments sont peu coûteux, non dangereux et présentent une faible volatilité. Ils présentent également une bonne sélectivité notamment pour le gaz méthane et peuvent détecter de petites fuites. Ils peuvent avoir un temps de réponse lent ou être sensibles à la dégradation ou à la perte d'électrodes, mais ces capteurs ont donné des résultats prometteurs en termes de précision de détection des petites fuites de méthane.

## Unités
Les rapports quantitatifs sur les fuites de méthane utilisent souvent le pied cube par minute (SCFM) du système de mesure des États-Unis . Appliqué au gaz naturel, un mélange complexe aux proportions incertaines, et dépendant des conditions de pression et de température, la précision des calculs convertissant les scf en unités métriques de masse est soumise à des limites. Un chiffre de conversion donné est de 5 x 10 4 SCFM de gaz naturel comme 1,32 tonnes courtes (1,2 tonnes).
Pour décrire le bilan massique du méthane dans l'atmosphère, les taux de masse sont décrits en unités de Tg/an, c'est-à-dire en téragrammes par an, où un téragramme équivaut à 10 6 tonnes (mégagrammes). La fuite de méthane du bassin permien, une région importante de la zone de production pétrolière du centre du continent, a été estimée pour 2018/9 à partir de données satellitaires à 2,7 Tg/an. Rapportée à la masse de gaz extrait, la fuite s'élève à 3,7 %. Le projet Carbon Mapper 2021, une collaboration entre le Jet Propulsion Laboratory et le monde universitaire, a détecté 533 super-émetteurs de méthane dans le bassin permien.